# Baraolt-Gebirge
Das Baraolt-Gebirge (rumänisch Munții Baraolt) ist ein Mittelgebirge nördlich von Brașov in einer Schleife des Olt und gehört zu den Ostkarpaten in der Region Siebenbürgen in Rumänien.
Die größte Stadt in der Umgebung ist Sfântu Gheorghe, der höchste Gipfel der Vârful Havad mit 1019 m. Das Baraolt-Gebirge ist ein beliebtes Wandergebiet.